# Frances Mary Peard
Frances Mary Peard (Devon, 16 de maio de 1835 — Torquay, 5 de outubro de 1923) foi uma autora e viajante que escreveu mais de 40 obras de ficção para crianças e adultos entre os anos de 1867 e 1909.